# Морстадт, Винценц

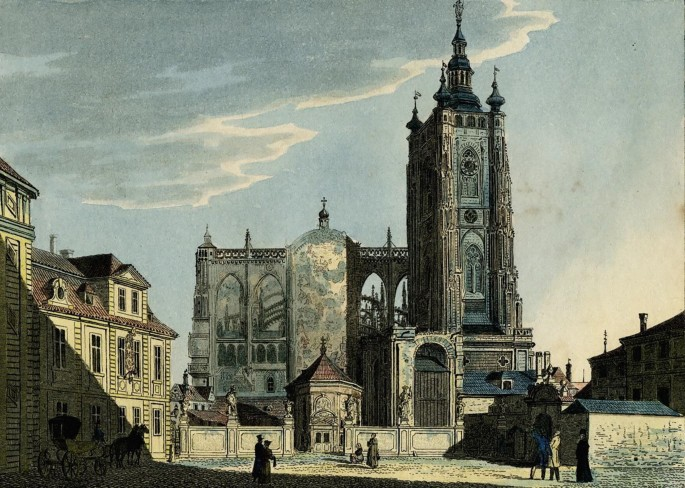
Кафедральный собор св. Вита в Праге. 1825 г.

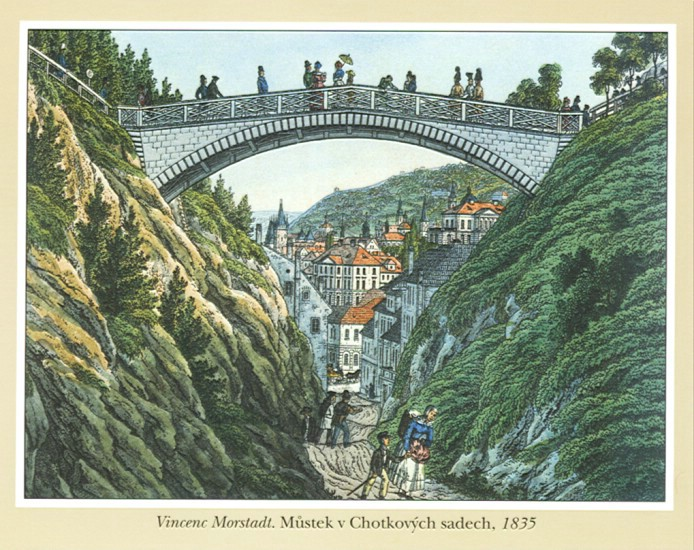
Мостик в Чотковых садах. 1835 г.

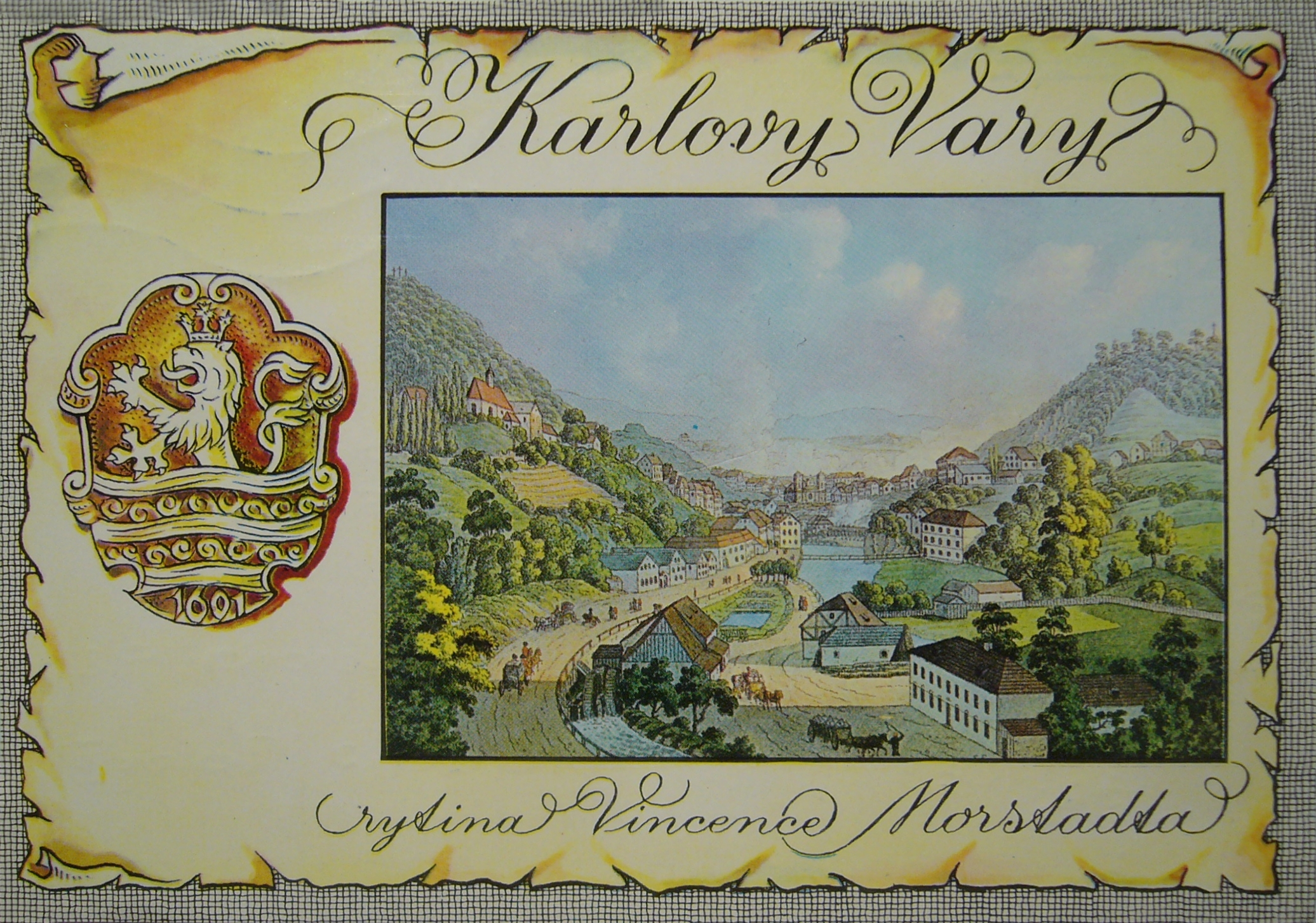
Художественная открытка с видом Карлсбада. 1836 г.

Винценц Морстадт (чеш. Vincenc Morstadt; 17 апреля 1802, Колин — 19 февраля 1875, Прага) — чешско-австрийский художник-пейзажист, график.

## Биография
В 11-летнем возрасте с семьей переехал в Прагу, где учился у пиаристов, а затем окончил юридический факультет Карлова университета. После работал в судебной системе Богемии (1834—1850).

## Творчество
С молодости обладал талантом художника. Уже в семнадцать лет опубликовал свои первые рисунки и пейзажи Праги в журнале Hyllos. Учился у Карела Постла. С 1867 полностью посвятил себя своему увлечению — живописи.
На протяжении полувека наблюдал и изображал свой любимый город во всех его преобразованиях. В работе использовал телескоп для отображения объектов и ландшафта во всех его мелких подробностях и деталях.
Прославился как автор серии идиллических городских пейзажей с видами Праги, Карлсбада и других живописных мест Чехии первой половины XIX века.
Многие картины художника вышли в виде цветных литографий и художественных открыток. Издал несколько художественных альбомов с пейзажами Богемии.